# Рафлезія Арнольда
Рафлезія Арнольда (Rafflesia arnoldii) — холопаразитичний вид рослин з роду Рафлезія (Rafflesia). Має найбільші на Землі квітки діаметром до 120 см.

## Будова

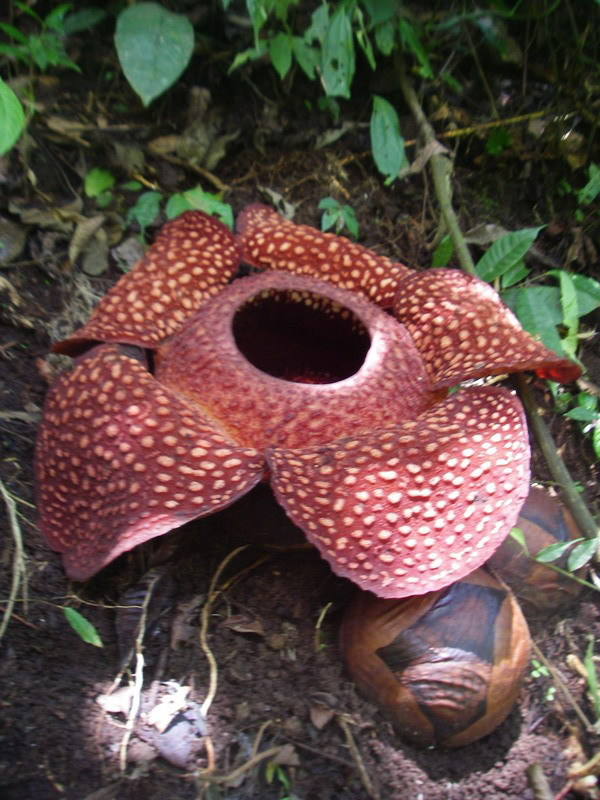

Бутон 2,5 — 34,7 см в діаметрі. Молодий бутон має темно-коричневий колір. Червонясто-коричнева квітка 65,0 — 81,0 см в діаметрі має запах гнилого м'яса. З часом квітка темніє. По поверхні розташовані пухирці. Таким чином квітка імітує вид гнилого м'яса. Чорний плід 12,0 — 13,0 см висоти, 13,5 — 16 см в діаметрі.

## Життєвий цикл
Рослина — холопаразит (живе за рахунок хазяїна). Приваблює мух для запилення видом та запахом гнилого м'яса. У поширенні рослини важливу роль відіграють тупаєподібні (Scandentia) — невеликі ссавці, які мешкають в тропічних лісах південно-східної Азії. Вони поїдають плоди і розносять насіння.

## Поширення та середовище існування
Росте на Суматрі та Борнео.